# 諾韋爾 (麻薩諸塞州)
諾韋爾（英語：Norwell）是一個位於美國麻薩諸塞州普利茅斯縣的鎮。

## 人口
根據2020年美國人口普查的數據，諾韋爾的面積為54.80平方千米，當中陸地面積為54.10平方千米，而水域面積為0.70平方千米。當地共有人口11351人，而人口密度為每平方千米207人。